# Santa Monica (Misano Adriatico)
Santa Monica è una frazione del comune di Misano Adriatico (RN). Prevalentemente si tratta di una zona residenziale costruita a ville di medie e grandi dimensioni ed è famosa principalmente per il circuito Misano World Circuit Marco Simoncelli.
Nell'uso comune viene spesso scritto nella forma "Santamonica" come in alcune cartellonistiche stradali nonché nella denominazione dello stadio comunale ed in quella precedente del circuito.

## Storia
Il nome risale alla seconda guerra mondiale, quando l'esercito americano creò in questa zona una base militare aerea per i rifornimenti e la ribattezzarono in questo modo.
Si snoda lungo la principale via che lo attraversa, via del Carro. Lungo la stessa via si trovano ubicati anche l'autodromo internazionale Misano World Circuit Marco Simoncelli che dal 2007 è tornato ad ospitare prove del campionato del mondo di motociclismo con il Gran Premio motociclistico di San Marino e della Riviera di Rimini. Sempre lungo via del Carro a pochi metri dal circuito, si trova lo Stadio Comunale Santamonica (ultimato nel 1994) che ospita le gare casalinghe del S.S. Misano ed è facilmente riconoscibile per la sua accattivante e futuristica copertura: una tensostruttura che ricorda la forma di un drago e che è visibile dal rettilineo di partenza del vicino circuito, ma anche da zone del circondario più lontane.
A fianco del centro abitato, si trova anche il bacino del Conca, un lago artificiale costruito nel 1978 lungo il fiume Conca  e che creò successivamente non pochi problemi di erosione all'arenile a causa della sua locazione a meno di km 1 dalla foce dello stesso fiume. La diga che, prima della costruzione di quella di Ridracoli serviva per l'approvvigionamento idrico, ora viene utilizzata prevalentemente per usi agricoli. Oggi attorno ad essa ed anche lungo tutto il corso del fiume Conca si trova il Parco fluviale del Conca.

## Galleria d'immagini

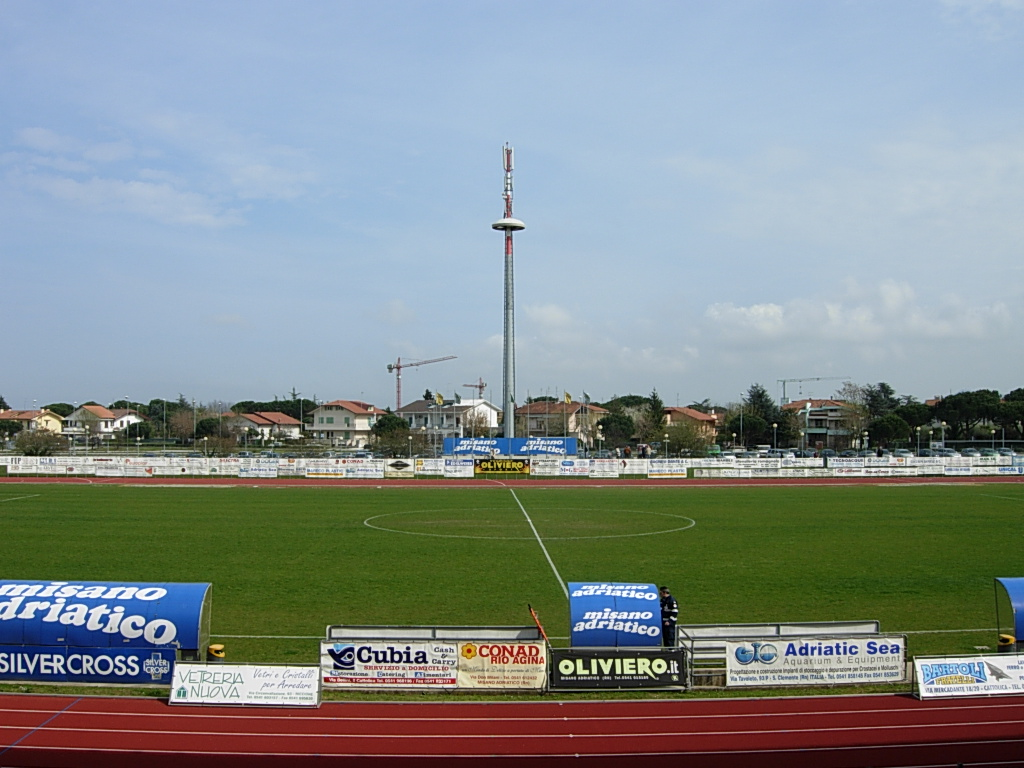
Il campo da gioco dello Stadio Comunale Santamonica.
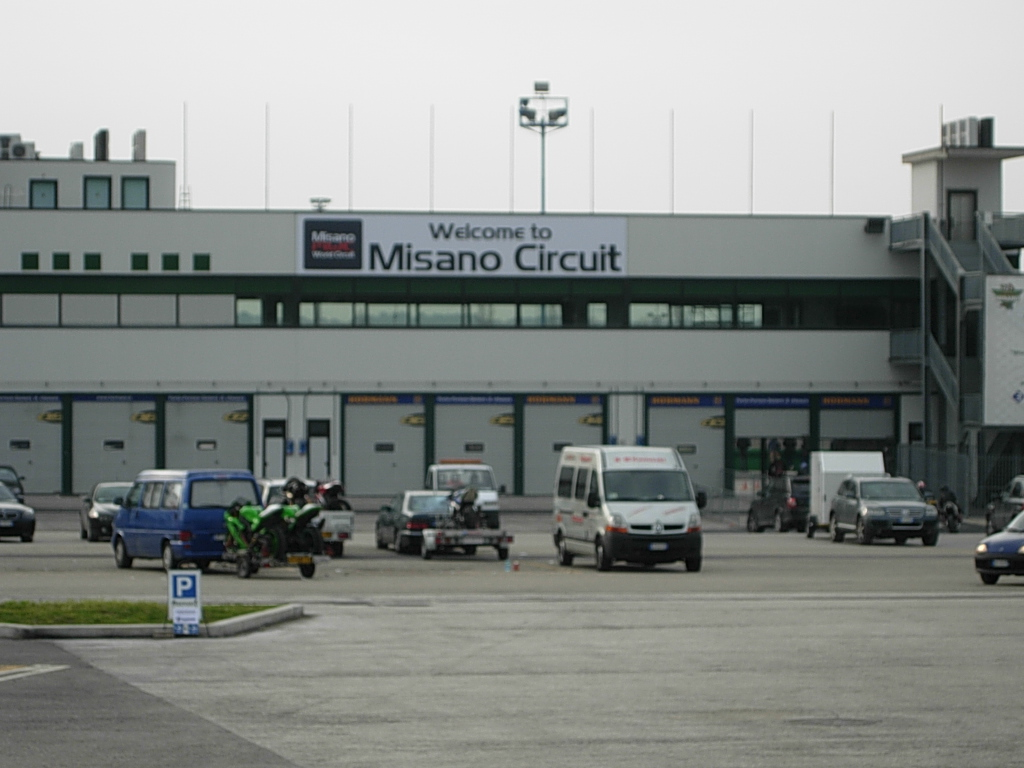
L'ingresso del Misano World Circuit Marco Simoncelli.
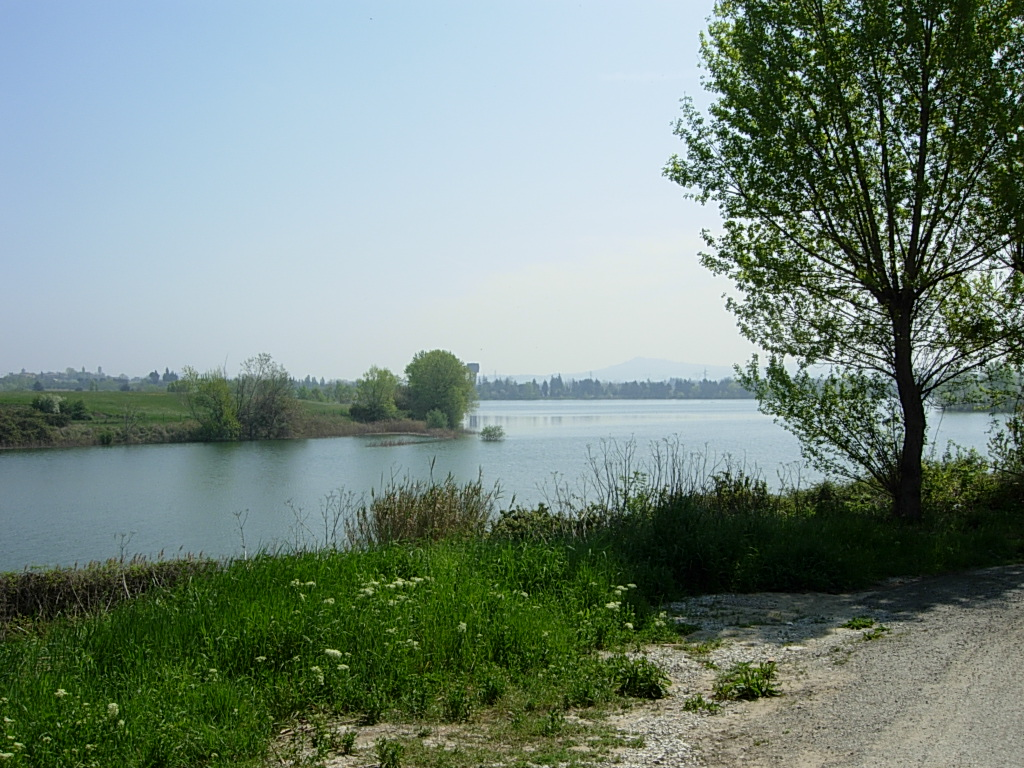
Il bacino sul fiume Conca.